# Benbryteforsen

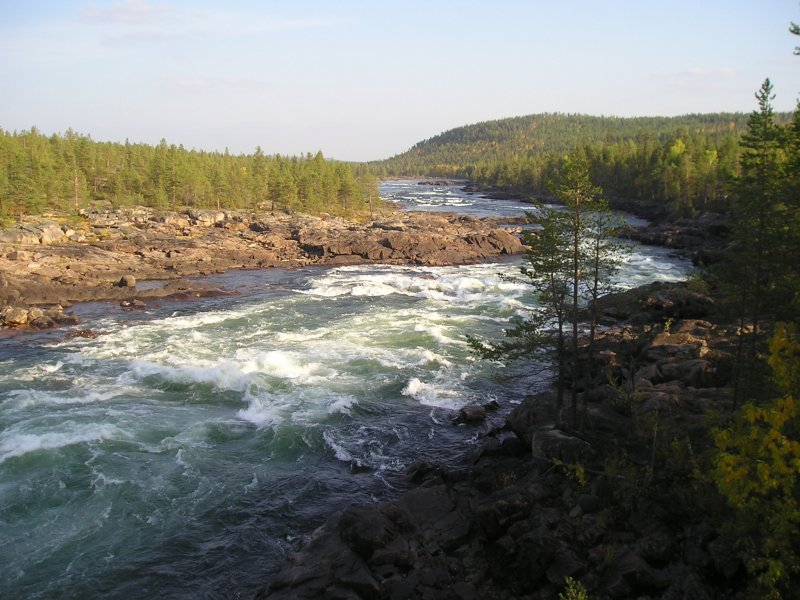
Benbryteforsen vid bron över Piteälven i oktober 2006.

Benbryteforsen är en fors i Piteälven, strax ovanför RFN, cirka 15 kilometer uppströms från Storforsen.